# 緊急
| ウィキペディアには「緊急」という見出しの百科事典記事はありません（タイトルに「緊急」を含むページの一覧/「緊急」で始まるページの一覧）。 代わりにウィクショナリーのページ「緊急」が役に立つかもしれません。 |